# 马莱娜·雅尔
马莱娜·雅尔（德語：Marlene Jahl，1995年4月7日—），奥地利女子跆拳道运动员，2021年欧洲跆拳道锦标赛女子73公斤以上级铜牌得主、2022年世界跆拳道锦标赛女子73公斤以上级铜牌得主。